# Mastnak
Mastnak je priimek več znanih Slovencev:

## Znani  nosilci priimka
- Grega Mastnak (*1969), slikar, risar stripov, filmski animator
- Jure Mastnak, radijski športni novinar, imitator/komik
- Lev Mastnak Trobentar, dramaturg, scenarist
- Martin (Davorin) Mastnak (1879—1958), klasični filolog, šolnik (gimn. ravnatelj)
- Martin Mastnak (1912—1981), agronom
- Martin Mastnak (*1969), skladatelj, kitarist in producent
- Matjaž Mastnak (*1963), gozdar, vrtnar, publicist
- Miro Mastnak (*1930), sociolog in politolog
- Mitja Mastnak (*1974), matematik (prof. ZDA)
- Robert Mastnak, oče in trener Tima Mastnaka
- Tanja Mastnak (*1962), umetnostna/likovna teoretičarka, pisateljica, prevajalka
- Tim Mastnak (*1991), deskar na snegu
- Tomaž Mastnak (*1953), sociolog, politični filozof in civilnodružbeni aktivist
- Zdravko Mastnak (*1961), vinarski strokovnjak